# Galerie Wimmer
Die Galerie Wimmer ist eine 1825 in München gegründete Kunstgalerie, die seit 2016 in Berg am Starnberger See beheimatet ist.

## Geschichte
Im Jahre 1825 begann der 1821 von Wien zugezogenen Künstler Johannes M. von Hermann in der „Hermann’schen Kunsthandlung“ mit dem Verkauf eigener Werke und ausgewählter Lithografien namhafter Kollegen. Gleichzeitig verlegte er Bilderbogen, die als Vorläufer der Münchener Bilderbogen zu sehen sind. 1841 überschrieb Herrmann die Firma seiner Tochter und deren Ehemann Heinrich Wimmer (1806–1854), der sie als „Heinrich Wimmer’sche Hofkunsthandlung“ weiterführte.
1854 starb Heinrich Wimmer und 1859 wurde die Galerie an den Kunstkenner August Humplmayr verkauft, der in der Promenadenstraße mit „Wimmer & Co“ firmierte und nicht nur mit Gemälden und Druckgrafik, sondern auch mit Porzellan und Glasmalerei handelte. Er knüpfte internationale Kontakte und führte zeitweise sogar Filialen in London und New York. Zehn Jahre später erwarb er von Fürstin Ilka von Wrede repräsentativen Räumlichkeiten in der Brienner Straße 3 in München und betätigte sich ab 1872 auch als Händler für Gemälde von Carl Spitzweg und Franz Defregger. Humplmayr galt als stadtbekannte Persönlichkeit. Er engagierte sich kommunalpolitisch in der liberalen Partei, ließ sich 1894 zum ersten Faschingsprinz Münchens krönen und schenkte 1905 der Neuen Pinakothek das Gemälde Chopin von Albert von Keller.
Nach Geschäftsübergängen auf  Alfons Kolb, anschließend auf seine Tochter Edith Binding, wird die Galerie Wimmer heute  von Christine Rettinger geleitet. Der traditionelle Schwerpunkt der Galerie, das Ausstellen und der Verkauf von Werken der Münchner Schule, wird seitdem ergänzt durch wechselnde Themen- und Einzelausstellungen, in denen Werke von Malern und Bildhauern des 19. bis 21. Jahrhunderts, wie unter anderen Franz Defregger, Carl Spitzweg und Josef Willroider zu sehen sind.
Kurz nach dem 190-jährigen Firmenjubiläum zog die Galerie Wimmer Anfang 2016 von München nach Berg an den Starnberger See.